# 近江屋牛肉店
株式会社近江屋牛肉店（おうみやぎゅうにくてん）は東京都中央区に築地場外市場に本社がある食品販売・卸売会社。

## 会社概要
1929年（昭和4年）に滋賀県の近江出身の初代社長が荒川区小台銀座の浅草近江屋で修業し、独立して精肉店を創業。二代目店主の時に築地へ出店し、現在に至る。現在の店主は三代目　寺出昌弘。
日本の台所築地の数少ない精肉店という事もあり、銀座や東京の有名レストランのシェフ向けにプロ用食材を中心に取扱ってきた。
会社名が「近江屋牛肉店」のため牛肉専門店と間違われるが、現在は2/3を豚肉が占める。
築地の新しい名物として、やきぶたやもち豚の味噌漬けなどが話題となっている。
日本の台所築地という特性上、東京の精肉店代表として、テレビ等で紹介される事が多い。
また、三代目社長の寺出昌弘は「肉の目利き」と呼ばれ、日本でも有数の食肉のプロフェッショナルとして、新聞や各種メディアにコメントを求められる事が多く、プロのシェフ等に対してアドバイスを提供するなどの食肉の普及活動にも力を入れている。
その他の特徴としては、バーベキュー用食材の提供なども行っている。